# A Saucerful of Secrets
A Saucerful of Secrets (с англ. — «Блюдце, полное тайн») — второй студийный альбом британской рок-группы Pink Floyd, выпущенный 29 июня 1968 года лейблом  Columbia, принадлежащим EMI, в Великобритании и 27 июля того же года лейблом Capitol Records в США.
Запись альбома происходила 7-8 августа 1967 и 18 января — 3 мая 1968 на студии Эбби Роуд в Лондоне и 9—11 и 19 октября 1967 на Де Лейн Ли. 
A Saucerful of Secrets достиг девятого места в хит-параде в Великобритании, но не попадал в хит-парады США до апреля 2019 года.

## Об альбоме

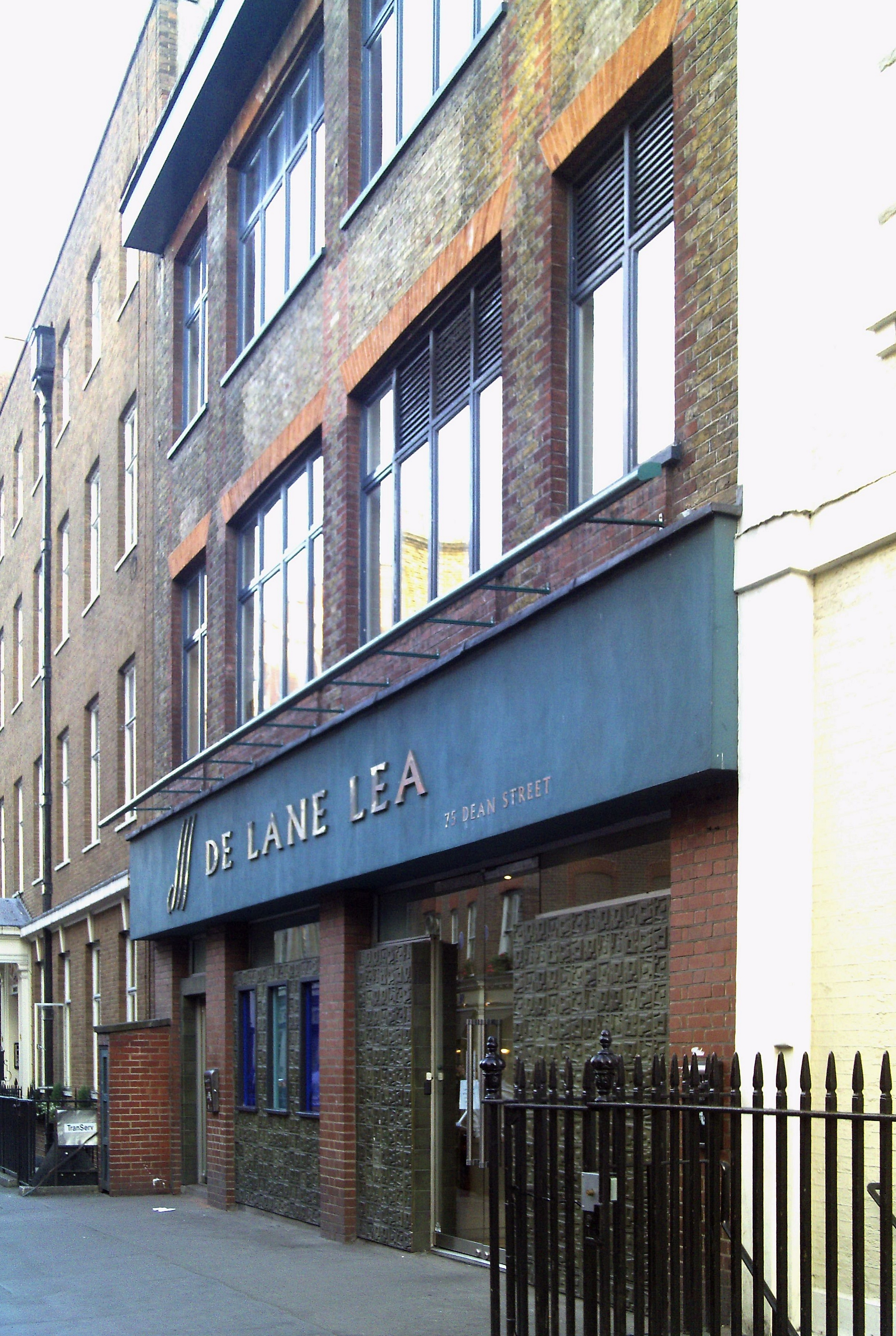
Де Лейн Ли — одна из двух лондонских студий, в которых записывался материал для альбома

С середины до конца 1967 года неустойчивое поведение Сида Барретта становилось всё более очевидным,
в одном из выступлений первого американского тура группы он медленно расстроил на сцене свою гитару. Аудитория, привыкшая к экспериментам во время выступлений группы, приветствовала такие выходки музыканта и не догадывалась о растущем возмущении группы. Во время интервью Пэту Буну, данному во время этого тура, Барретт отвечал на вопросы «с пустым, ничего не выражающим взглядом».
Примерно так же он вёл себя во время первого выступления группы на популярном американском телешоу Дика Кларка «American Bandstand». Он неплохо выступил при исполнении композиции «Apples and Oranges», но отвечал на вопросы Кларка без всякого интереса.
Из-за этих проблем A Saucerful of Secrets стал последним альбомом, в записи которого участвовал Сид Барретт. Начиная с этого альбома, постоянным членом коллектива Pink Floyd стал Дэвид Гилмор. С января 1968 он официально занял место Баррета в группе.
Текст песни «Set the Controls for the Heart of the Sun» был написан Роджером Уотерсом под влиянием произведений китайского поэта Танской эпохи Ли Шанъиня.

## Список композиций
| №                   | Название                                                                                | Автор(ы)            | Основной вокал            | Длительность |
| ------------------- | --------------------------------------------------------------------------------------- | ------------------- | ------------------------- | ------------ |
| 1.                  | «Let There Be More Light» (с англ. — «Да Будет Больше Света»)                           | Роджер Уотерс       | Ричард Райт, Дэвид Гилмор | 5:38         |
| 2.                  | «Remember a Day» (с англ. — «Вспомни День»)                                             | Райт                | Райт                      | 4:33         |
| 3.                  | «Set the Controls for the Heart of the Sun» (с англ. — «Установи Курс на Центр Солнца») | Уотерс              | Уотерс                    | 5:28         |
| 4.                  | «Corporal Clegg» (с англ. — «Капрал Клегг»)                                             | Уотерс              | Гилмор, Ник Мейсон, Райт  | 4:13         |
| Общая длительность: | Общая длительность:                                                                     | Общая длительность: | Общая длительность:       | 19:52        |

| №                   | Название | Автор(ы)                     | Основной вокал                                                  | Длительность |
| ------------------- | --- | ---------------------------- | --------------------------------------------------------------- | ------------ |
| 5.                  | «A Saucerful of Secrets» (с англ. — «Блюдце, Полное Тайн» - I. "Something Else" (3:57; 0:00—3:57; с англ. — «Что-то Ещё») - II. "Syncopated Pandemonium" (3:07; 3:57—7:04; с англ. — «Синкопированный Гвалт» - III. "Storm Signal" (1:34; 7:04—8:38; с англ. — «Штормовой Сигнал») - IV. "Celestial Voices" (3:19; 8:38—11:52; с англ. — «Небесные Голоса»)) | Райт, Мейсон, Гилмор, Уотерс | инструментальное исполнение, бессловесный вокал Гилмора и Райта | 11:57        |
| 6.                  | «See-Saw» (с англ. — «Качели») | Райт                         | Райт                                                            | 4:36         |
| 7.                  | «Jugband Blues» (с англ. — «блюз джаг-бэнда») | Сид Барретт                  | Барретт                                                         | 3:00         |
| Общая длительность: | Общая длительность: | Общая длительность:          | Общая длительность:                                             | 19:33        |

## Участники записи
- Роджер Уотерс — бас-гитара, вокал
- Ричард Райт — клавишные, орган, пианино, вибрафон, ксилофон, вокал, вистл на «Jugband Blues»
- Дэвид Гилмор — гитара, вокал, казу
- Ник Мейсон — ударные, перкуссия, вокал на «Corporal Clegg», казу на «Jugband Blues»
- Сид Барретт — вокал (7), слайд-гитара (2), акустическая гитара (2, 7), электрогитара (3, 7)

## Художественное оформление
В рисунке обложки скрыты персонажи вселенной Marvel — Доктор Стрэндж и Живой Трибунал.
Дизайном обложки альбома впервые занимались Сторм Торгерсон (бывший одноклассник Роджера Уотерса, друг детства Баррета и Дэвида Гилмора) и Обри Пауэлл, назвавшие свой тандем «Hipgnosis». Не считая The Beatles, это первый случай, когда группе с контрактом в EMI позволили пригласить дизайнеров со стороны.
Начиная с A Saucerful of Secrets Торгерсон принимал непосредственное участие в оформлении почти всех альбомов группы.